# Denis Ivanov
Denis Evgen'evič Ivanov, conosciuto anche con il nome di battaglia Tashkent (in russo Денис Евгеньевич Иванов?; Tambov, 27 luglio 1981 – Distretto di Sjevjerodonec'k, 17 luglio 2023), è stato un militare russo, Eroe della Russia e comandante della 123ª Brigata fucilieri motorizzata fino alla sua morte nel 2023.

## Biografia
Ivanov nacque il 27 luglio 1981 nella città di Tambov, capoluogo dell'omonima regione dell'allora RSFS Russa. Lì trascorse la sua giovinezza ed adolescenza frequentando dal 1988 al 1998 la scuola secondaria superiore n. 22.
Finiti gli studi, diventò cadetto della Scuola militare superiore di comando per la difesa chimica della sua città. Successivamente studiò presso l'Università militare di difesa dalle radiazioni, chimica e biologica.
Secondo la stampa russa nel 2014 Ivanov si offrì volontario per sostenere i gruppi separatisti nel Donbass, entrando nelle milizia della Repubblica Popolare di Lugansk (RPL), il 2º Corpo d'armata. Tornato in patria, nel 2017 fu trasferito in Siria come parte del contingente russo a sostegno del governo di Bashar al-Assad durante la guerra civile nel paese. Due anni dopo nel 2019 venne promosso al grado di colonnello. In seguito è stato trasferito alla 138ª Brigata fucilieri motorizzata.

#### Invasione russa dell'Ucraina
Secondo la moglie di Ivanov, nel gennaio 2022 l'ufficiale le disse che sarebbe successo qualcosa che avrebbe cambiato la Russia. Successivamente, con l'inizio dell'invasione dell'Ucraina il colonnello venne nominato comandante della 2ª Brigata fucilieri motorizzata di Lugansk con cui partecipò alle battaglie per Lysyčansk, Rubižne e Sjevjerodonec'k. Per i successi della brigata Ivanov venne insignito del titolo di Eroe di Lugansk personalmente dal capo della repubblica separatista Leonid Pasečnik. 
Sempre alla guida della sua unità, ribattezzata 123ª Brigata fucilieri motorizzata dopo l'annessione della RPL da parte della Russia, il colonnello prese parte alla battaglia di Bachmut nel febbraio 2023. In primavera la brigata è stata nuovamente trasferita nel settore di Sivers'k, dove nei mesi successivi si è scontrata con le forze ucraine presso Berestove, Bilohorivka e Vesele.

### Morte
Ivanov morì il 17 luglio 2023 quando un drone kamikaze del 108º Battaglione della 10ª Brigata d'assalto da montagna ucraina ha intercettato e colpito la sua auto. Il giorno seguente, con decreto presidenziale, il colonnello è stato insignito postumo del titolo massimo di Eroe della Federazione Russa.

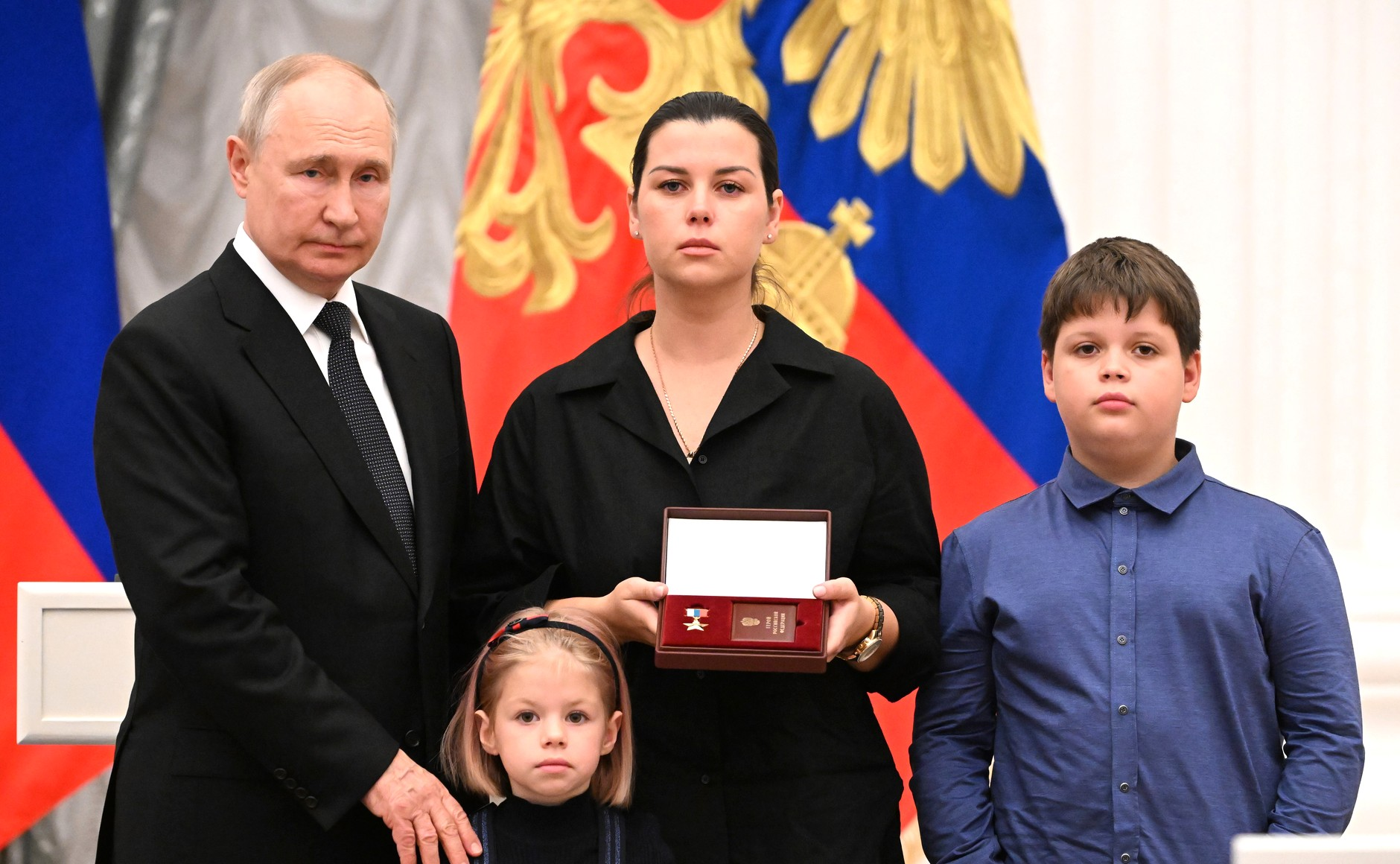
La moglie e i figli di Denis Ivanov insieme a Vladimir Putin, 2 agosto 2023

Il 2 agosto successivo il presidente russo Vladimir Putin ha consegnato personalmente alla famiglia la stella d'oro dell'Eroe della Russia.

## Vita privata
Era sposato con Angelina Ivanova con cui ha avuto due figli, un maschio e una femmina.

## Commemorazione
- Il 28 luglio 2023 la via Saint-Etienne di Luhans'k è stata rinominata a Denis Ivanov.[11]
- Il 17 luglio 2024, per commemorare la sua morte, è stato inaugurato nella città di Tambov un busto del colonnello.[12]